# Joe Perry
Anthony Joseph "Joe" Perry (Lawrence, Massachusetts, 10. rujna 1950.), američki glazbenik, glavni gitarist i tekstopisac hard rock sastava Aerosmith. 

## Rani život
Perry je dijete portugalskih i talijanskih imigranata. Njegov djed je promijenio prezime iz Pereira u Perry dolaskom u Ameriku. Perry i njegova mlađa sestra, Ann-Marie, su odrasli u malom gradiću imenom Hopedale, u državi Massachusetts. Njegov otac je bio računovođa, a majka profesorica tjelesnog i zdravstvenog odgoja u srednjoj školi i kasnije instruktorica aerobike. Ona se kasnije preselila u Arizonu dok je otac umro 1975.

## Rana karijera
Tijekom ranih dana Joe je formirao sastav imenom The Jam Band zajedno s Tomom Hamilonom, basistom budućeg Aerosmitha. Joe Perry se pridružio Aerosmithu 1969. Iako su ih često nazivali kopijama Rolling Stonesa, sastav je došao na svoje tijekom srednjih 70-ih s nizom hit albuma. Glavni hit albumi su bili Toys in the Attic 1975. i Rocks 1976. Sastav je također imao hit singlove na radiju među kojima su "Dream On," "Same Old Song and Dance," "Sweet Emotion" i "Walk This Way."
U to vrijeme, Perry i glavni vokalist Aerosmitha Steven Tyler su postali poznati kao "Toxic Twins" (Otrovni blizanci) zbog prevelikog konzumiranja droga i tulumarenja. Preprodavači droge su zarađivali mnogo novca prateći Aerosmith znajući da imaju nepresušan izvor mušterija.

## Oprema
Glavna Joeva gitara je Gibson Les Paul. Koristio je mnogo modela Les Paula od 70-ih, uključujući Les Paul Junior, Les Paul Standard i Les Paul Custom. U 90-ima i ranim 2000-ima, Gibson je izdao Les Paul gitaru s Joevim potpisom; ta gitara ima aktivnu mid-boost kontrolu, crni kromirani hardware i translucentnu crnu boju. Međutim, 2004. je ovaj model zamijenjen s drugom Les Paul gitarom, Joe Perry Boneyard Les Paul. Ovu gitaru karakterizira Perryjev "Boneyard" logo na zaglavlju i zelena tigrasta boja. Također je gitara dostupna i s Bigsby mostom; Perry obično koristi Boneyard model s Bigsbyjem na Aerosmithovim i solo koncertima. Gibson Joe Perry je dar od njegove supruge Billie.
Perry također koristi druge modele Gibsona. Jedan model koji koristi često je Gibson B.B. King "Lucille" gitara; međutim, umjesto crnog laka i "Lucille" potpisa na zaglavlju, Perryjeva gitara ima bijeli lak, "Billie Perry" potpis na zaglavlju i sliku Billie Perry. Također je koristio Gibson SG, Firebird, ES-175 i ES-350 modele na raznim točkama svoje karijere.
Perry također koristi gitare drugih proizvođača. U kasnim '70-ima i '80-ima, Perry je često koristio razne Fender Stratocastere; mnoge od tih gitara su bile za ljevake, okrenute naopačke i prikladno uštimane. Jedan od tih "naopakih" modela Perry još uvijek svira na koncertima, uglavnom za "Sweet Emotion". Perry također koristi Fender Telecastere, izmijenjene s hambuckerima kod vrata. U kasnim '70-ima i ranim '80-ima, Perry (zajedno s kolegom gitaristom Bradom Whitfordom) je koristio B.C Rich gitare, najčešće model Mockingbird i modele s 10 žica. 
Bas sa 6 žica je zaštitni znak Perryjevog zvuka; umjesto da ga svira kao normalan bas, on ga svira kao gitaru, svirajući riffove, akorde i solo. Bas sa 6 žica je pomogao stvoriti karakterističan režajući zvuk na Aerosmithovim pjesmama "Back in the Saddle", "Combination" i "Draw the Line". U prošlosti, Perry je koristio Fender Bass VI i Danelectro baseve; također je koristio Gibson EB-6 za bas solo na "King of the Kings" na albumu "Once a Rocker Always a Rocker" (kako piše u bilješkama albuma). Perry trenutno koristi Ernie Ball MusicMan bas na koncertima. 
Joe koristi Pro Co RAT Distortion efekt.

## Kuhar Perry
Joe Perry je proširio proizvodnju cijele linije ljutih umaka pod imenom Joe Perry's Rock Your World Hot Sauces, koji su široko dosputni na tržištu. Quesadilla s okusom istoimenog ljutog umaka se poslužuje kao aperitiv u Hard Rock Cafeu. Perry je gostovao u televizijskoj emisiji o kuhanju po imenu Inside Dish s Rachael Ray na nedavnoj stanci na turneji, gdje je pripremio obrok, pokazao svoju strast prema noževima, raspravljao o svom ljutom umaku i kuhanju te otkrio što Aerosmith jede na turneji.
Perry je zajedno s kolegom iz Aerosmitha Stevenom Tylerom i drugim partnerima donedavno posjedovao restoran Mount Blue u Norwellu, Massachusetts.

## Zanimljivosti
- Joe je ljevak, ali svira gitaru nadesno.
- Pjeva glavne vokale na pjesmama "Bright Light Fright" (Draw the Line - 1977.), "Walk On Down" (Get a Grip - 1993.), "Falling Off" (Nine Lives - 1997.), "Drop Dead Gorgeous" (Just Push Play - 2001.), "Stop Messin' Around" (Honkin' On Bobo - 2004.) i "Back Back Train" (Honkin' On Bobo - 2004.) i duet sa Stevenom Tylerom na "Combination" (Rocks - 1976.)
- Veliki obožavatelja ranog Fleetwood Maca, osobito legendarnog gitariste sastava, Petera Greena, što objašnjava često izvođenje Fleetwood Macovih klasika "Stop Messin' Round" i "Rattlesnake Shake" na Aerosmithovim koncertima.
- Također je veliki obožavatelj gitarista Jeffa Becka i on mu je jedan od uzora. Beck je svirao uživo s Aerosmithom 1976. kao 'rođendanski poklon' za Perryja.
- Svirao je gitaru na Eminemovoj pjesmi Sing For The Moment, iako je izjavio da mu se ne sviđa što je Eminem u pjesmi iskoristio dio pjesme Dream On.
- Pojavio se u Nellyevom video spotu "#1".
- Steven Tyler često spominje Perryjevo ime u pjesmama, među kojima su "Shame on You" (1985) i "F.I.N.E." (1989), kao i live verzije "Movin' Out" (iz 'Classics Live II'). U koncertu, Tyler često pjeva "Perry was all over the floor" ("Perry je cijeli bio na podu") u pjesmi "Draw the Line".
- Prije povratka Aerosmith 1984. Perry je planirao ujediniti snage s Aliceom Cooperom.
- Priznao je da je inspiriran punk/new wave sastavima iz kasnih '70-ih, među kojima su The Sex Pistolsi i The Police.
- Sviao je na solo albumu Genea Simmonsa 1978.
- Perry je jedan od nekoliko ne-Kiss članova koji su gostovali na pozornici s maskiranim sastavom, gdje je nosio par cipela koje je posjedovao Paul Stanley i svirao pjesmu "Strutter" tijekom Aerosmith/Kiss turneje. Slike  Arhivirana inačica izvorne stranice od 19. svibnja 2007. (Wayback Machine).

## Vanjske poveznice
- Joe Perry's Rock Your World - Perryjev ljuti umak
- Joe Perry na UBL.com
- Joe-Perry.net